# Clay (Virginia Occidental)
Clay es un pueblo ubicado en el condado de Clay en el estado estadounidense de Virginia Occidental. En el Censo de 2010 tenía una población de 491 habitantes y una densidad poblacional de 308,25 personas por km².

## Geografía
Clay se encuentra ubicado en las coordenadas 38°27′41″N 81°5′6″O / 38.46139, -81.08500. Según la Oficina del Censo de los Estados Unidos, Clay tiene una superficie total de 1.59 km², de la cual 1.44 km² corresponden a tierra firme y (9.59%) 0.15 km² es agua.

## Demografía
Según el censo de 2010, había 491 personas residiendo en Clay. La densidad de población era de 308,25 hab./km². De los 491 habitantes, Clay estaba compuesto por el 97.76% blancos, el 0% eran afroamericanos, el 0.2% eran amerindios, el 0% eran asiáticos, el 0% eran isleños del Pacífico, el 0.2% eran de otras razas y el 1.83% pertenecían a dos o más razas. Del total de la población el 0.41% eran hispanos o latinos de cualquier raza.